# Zawał
Zawał (łac. infarctus, ang. infarct) – ogólne pojęcie patomorfologiczne oznaczające rodzaj martwicy spowodowanej skrajnym ograniczeniem perfuzji (przepływu) krwi przez obszar tkankowy danego narządu. Obszar martwicy powstałej w wyniku zawału może mieć charakter martwicy skrzepowej (necrosis coagulativa, necrosis denaturativa) lub rozpływnej (necrosis colliquativa).

## Etymologia pojęcia
Z łac. in = na, w, ku, do środka + farctus = napchany, nadziany, nafaszerowany. 

## Rodzaje zawałów
Ze względu na mechanizm powstawania wyróżnia się dwa podstawowe rodzaje zawałów, odmienne także pod względem wyglądu makroskopowego i histopatologicznego:
- zawał blady lub niedokrwienny (infarctus pallidus, infarctus ischaemicus) powstający w wyniku ograniczenia lub zatrzymania przepływu krwi w tętnicy doprowadzającej krew do danego obszaru
- zawał czerwony, przekrwienny albo krwotoczny (infarctus ruber, infarctus haemorrhagicus) powstający w wyniku zatrzymania odpływu krwi żylnej z danego obszaru .

Zawał niedokrwienny powstaje najczęściej w:
- sercu (zawał mięśnia sercowego)
- mózgu
- krezce,

a rzadziej w:
- śledzionie
- innych narządach, np. w przednim płacie przysadki mózgowej (w zespole Sheehana), w łożysku, węzłach chłonnych, gruczole krokowym.

Zawał przekrwienny powstaje zwykle w:
- jelitach (jako wynik skrętu pętli jelita, zadzierzgnięcia lub uwięzgnięcia w worku przepuklinowym)
- płucach,

a czasami w:
- korze mózgu (jako powikłanie zakrzepicy zatok opon mózgowych w przebiegu zapalenia)
- jądrach (jako powikłanie np. skrętu powrózka nasiennego)
- jajnikach
- śledzionie dodatkowej
- uszypułowanych guzach (w wyniku skrętu).

Obydwa typy zawału mogą wystąpić w nerce, łożysku i, rzadko, w wątrobie.
Zawał wtórnie ukrwotoczniony jest postacią zawału, który powstaje w wyniku utrudnienia dopływu krwi tętniczej (tak jak w zawale niedokrwiennym), wskutek czego powstaje ognisko martwicy rozpływnej, do którego wtórnie wlewa się krew z uszkodzonych naczyń krwionośnych znajdujących się w sąsiedztwie obszaru zawału - co upodabnia makroskopowo do zawału czerwonego. Mechanizm ten najczęściej się obserwuje w zawałach mózgu, opisywano go także w powiększonej śledzionie w przypadkach schorzeń hematologicznych.

## Patogeneza
Zawały powstają najczęściej w wyniku:
- zakrzepicy:
  - w przebiegu miażdżycy
  - w zapaleniach naczyń
  - w zapaleniu zatok opon mózgowych
- zatorów
- ucisku mechanicznego na naczynia żylne (np. w uwięźniętej przepuklinie) lub tętnicze (rzadko)
- nacieku nowotworowego
- skurczu elementów mięśniowych w ścianie tętniczej na podłożu nerwowym lub innym (bardzo rzadko)
- w patogenezie zawału płuca najistotniejszą rolę odgrywa współistnienie niewydolności prawokomorowej serca
- istnienia chorób odogniskowych, których około 90% ma swoje źródło w okolicach głowy.

Zejście zawału:
1. organizacja, polegająca na zastąpieniu tkanki martwiczej przez tkankę łączną, która, starzejąc się tworzy bliznę.
2. rozmiękanie, czyli trawienie tkanki martwiczej przez enzymy proteolityczne granulocytów lub bakterii
3. Zwapnienie tkanek martwiczych
4. Sekwestracja, czyli oddzielenie tkanki martwiczej od zdrowotnej - martwak
Budowa sieci naczyniowej i warunki krążenia krwi są przyczyną, że w niektórych narządach praktycznie nigdy nie występują zawały. Należą do nich: 
- macica
- gruczoł tarczowy
- pęcherz moczowy
- język
- mięśnie szkieletowe
- prącie
- łechtaczka.

## Historia pojęcia
Współczesne rozumienie tego pojęcia ustaliło się dopiero na początku XX wieku.
Pierwotne i dawne znaczenie słowa infarctus, rozumiane w kategoriach patologii humoralnej, oznaczało miejscowe „zagęszczenie” i „konsolidację” czterech humorów. 
Niemiecki patolog Rudolf Virchow (1821-1902) w latach czterdziestych XIX wieku analizował przyczyny powstawania wylewów krwi w obrębie płuc i zastosował nazwę infarctus w odniesieniu do szczególnej postaci zawału, jakim jest zawał krwotoczny płuc. Nazwa wiąże się z makroskopowym wyglądem tej zmiany, robiącej wrażenie krwistego „farszu” lub „nadzienia” w ograniczonym obszarze tego narządu. Polski patolog Tadeusz Browicz (1847-1928) przetłumaczył to pojęcie jako nadzianka krwawa, natomiast polskie słowo zawał lub zawalisko w znaczeniu medycznym występuje w Słowniku terminologii lekarskiej polskiej z 1881 roku. W XIX w. zawał rozumiano jako: „wylew krwi w miąższu organu spowodowany zatkaniem tętnicy końcowej. Gdy nastąpi zator przez zatkanie tętnicy końcowej wsteczny strumień krwi [z żył] prowadzi do nawału [...], a następstwem tego jest krwotok. [Zawał może powstać tylko] w śledzionie, nerkach, mózgu i płucach. Z czasem może być on wessany [...]”. Myśl, że zawał jest spowodowany zamknięciem tętnic końcowych jako pierwszy przedstawił w 1872 roku niemiecki patolog Julius Friedrich Cohnheim (1839-1884). Z opisu tego wynika jednak, że pojęcie zawału wiązano tylko z jego krwotoczną postacią, która rzeczywiście ma wygląd "nadzianki". 
W 1842 roku francuski patolog Jean Cruveilhier (1791-1874), a w 1856 austriacki patolog Carl von Rokitansky (1804-1878) oraz Virchow opisali obrazy patomorfologiczne zmian w sercu, mogące odpowiadać zawałowi mięśnia sercowego (nazywane przez nich apoplexia = udar). Podobnie w 1882 roku niemiecki patolog Ernst Ziegler (1849-1905) wyróżnił szczególną postać schorzenia serca, którą nazwał myomalatio cordis (z łac. malacia = rozmiękanie), ale rozumiał ją jako rodzaj zwyrodnienia, spowodowanego „wciskaniem się” krwi. Obecność martwicy (a nie krwotoku) jako wyróżnika stanu zawału, wprowadzono do jego definicji na początku XX wieku, rozróżniając i wprowadzając pojęcie zawału bladego spowodowanego wyłącznie „zapchaniem” skrzepliną lub zatorem tętnicy zaopatrującej zmieniony obszar (bez wstecznego dopływu krwi żylnej), oraz zawału czerwonego w którym dochodzi do utrudnienia odpływu żylnego krwi, jako istotnej (a nawet jedynej) przyczyny martwicy.
Pojęcie "zawału" w sensie klinicznym zaczęło funkcjonować później. W odniesieniu do mięśnia sercowego nazwę tę wprowadził w 1896 roku francuski lekarz René Marie (1868-1952), a według innych niemiecki patolog Carl Weigert (1845-1902) w 1880 roku. W 1910 roku ros. lekarze Wasilij Parmenowicz Obrazcow (1849-1920) i Nikołaj Dymitriewicz Strażesko (1876-1952) jako pierwsi opisali pod względem klinicznym trzy przypadki zawału serca, a jednoznaczny związek przyczynowy pomiędzy zakrzepicą tętnic wieńcowych a zawałem serca ustalił amerykański lekarz James Bryan Herrick (1861-1954) w 1912 roku. Przedtem zmiany narządowe o tym charakterze nazywano rozmaicie, najczęściej łacińskimi nazwami: apoplexia, infiltratio, hepatisatio, myomalatio.

## Zawał moczanowy
Tradycyjna nazwa tzw. „zawału” moczanowego (infarctus uricus), który nie jest skutkiem zaburzeń krążenia krwi, ale zmianą o charakterze zwyrodnieniowym w nerkach (wytrącanie się kwasu moczowego), odnosi się do historycznego rozumienia zawału jako zaburzenia składu "humorów".